# أوريليان خواكيم
أوريليان خواكيم (بالفرنسية: Aurélien Joachim)‏ (10 أغسطس 1986 بلوكسمبورغ في لوكسمبورغ - ) هو لاعب كرة قدم لوكسمبورغي في مركز الهجوم. شارك مع منتخب لوكسمبورغ تحت 21 سنة لكرة القدم ومنتخب لوكسمبورغ لكرة القدم. أما مع النوادي، فقد لعب مع آر كي سي فالفيك وألمانيا آخن وإف91 دوديلانج وسسكا صوفيا وفيلم تو تيلبورغ ونادي بوخوم ونادي بيرتن ألبيون ونادي ديفردانج 03 ونادي فيرتون ورويال وايت ستار بروكسل ‏ وVfL Bochum II ‏.

## وصلات خارجية
- أوريليان خواكيم على موقع الاتحاد الدولي (مؤرشف)  (الإنجليزية)
- أوريليان خواكيم على موقع الاتحاد الأوربي (الإنجليزية)
- أوريليان خواكيم على موقع قاعدة بيانات كرة القدم.إي يو (الإنجليزية)
- أوريليان خواكيم على موقع ناشيونال فوتبول تيمز (الإنجليزية)
- أوريليان خواكيم على موقع Soccerway.com (الإنجليزية)
- أوريليان خواكيم على موقع عالم كرة القدم.نت (الإنجليزية)
- أوريليان خواكيم على موقع AS.com (الإسبانية)